# ليونغ نوك هانغ
ليونغ نوك هانغ (بالصينية: 梁諾恆) (14 نوفمبر 1994 بهونغ كونغ في الصين - ) هو لاعب كرة قدم صيني في مركز الدفاع. شارك مع منتخب هونغ كونغ تحت 23 سنة لكرة القدم ومنتخب هونغ كونغ لكرة القدم. أما مع النوادي، فقد لعب مع Metro Gallery FC ‏ وهونغ كونغ بيغاسوس ‏.

## وصلات خارجية
- ليونغ نوك هانغ على موقع قاعدة بيانات كرة القدم.إي يو (الإنجليزية)
- ليونغ نوك هانغ على موقع ناشيونال فوتبول تيمز (الإنجليزية)
- ليونغ نوك هانغ على موقع Soccerway.com (الإنجليزية)